# Хајлигенштајн
Хајлигенштајн (фр. Heiligenstein) насеље је и општина у источној Француској у региону Алзас, у департману Доња Рајна која припада префектури Селестат Ерштајн.
По подацима из 2011. године у општини је живело 952 становника, а густина насељености је износила 238,6 становника/km². Општина се простире на површини од 3,99 km². Налази се на средњој надморској висини од 280 метара (максималној 640 m, а минималној 189 m).

## Демографија
| 1962. | 1968. | 1975. | 1982. | 1990. | 1999. | 2011. |
| ----- | ----- | ----- | ----- | ----- | ----- | ----- |
| 580   | 608   | 694   | 728   | 730   | 861   | 952   |

График промене броја становника у току последњих година